# Grzegorz Sudoł
Grzegorz Arkadiusz Sudoł, född 28 augusti 1978, är en polsk friidrottare (gångare).